# Coucou éclatant
Chalcites lucidus
Espèce
Statut de conservation UICN

 LC  : Préoccupation mineure

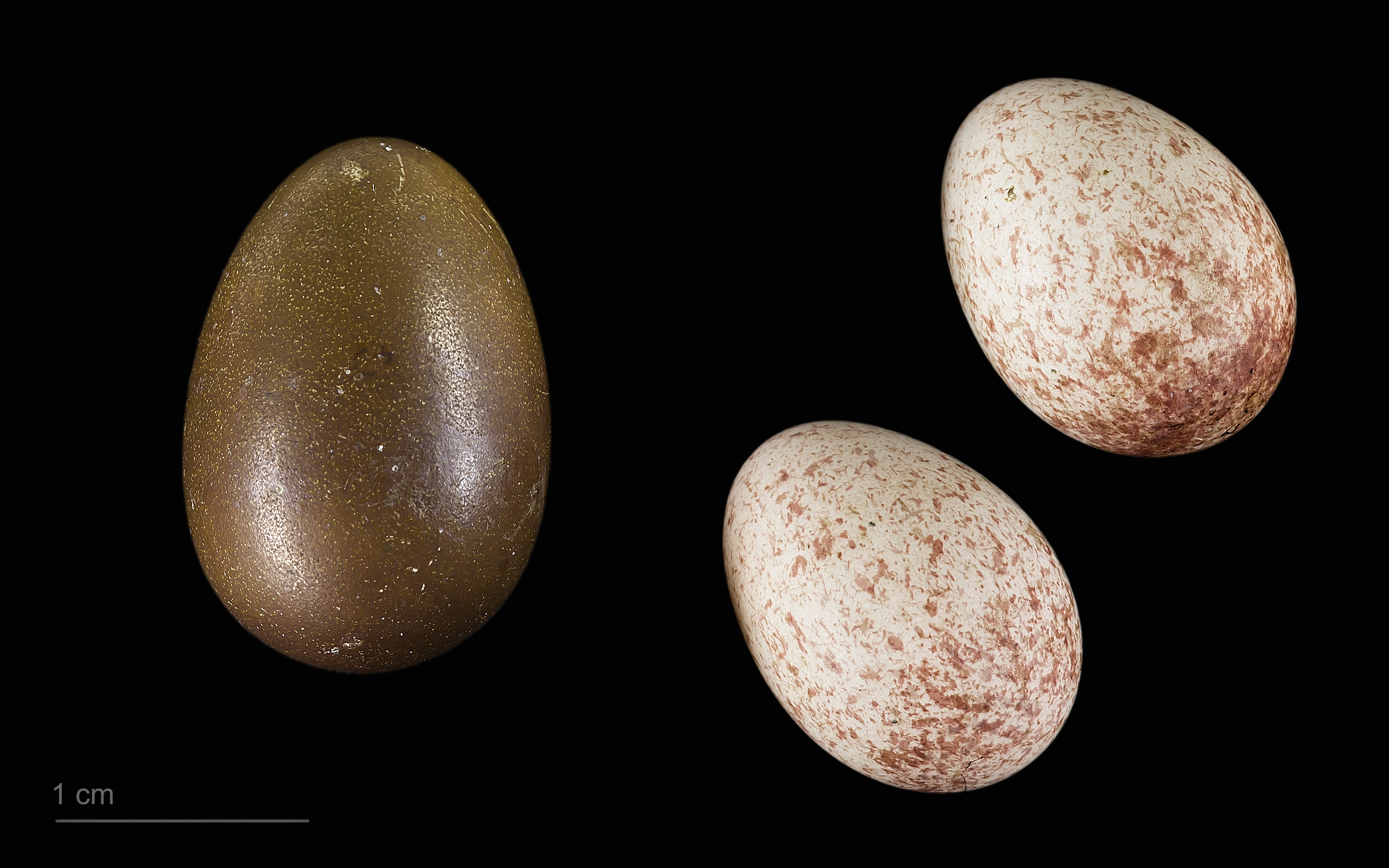
Œuf de Chrysococcyx lucidus dans un nid de Gerygone flavolateralis - Muséum de Toulouse

Le Coucou éclatant (Chalcites lucidus), Coucou vert ou Coucou cuivré, est une espèce d'oiseaux de la famille des Cuculidae.

## Comportement
Dans un article paru le 30 mai 2024 dans la revue Science, les chercheurs observent que l’oiseau, non content de copier les œufs de son hôte, imite aussi ses poussins.

## Répartition et sous-espèces
Selon la classification de référence (version 5.2, 2015) du Congrès ornithologique international, cette espèce est constituée des quatre sous-espèces suivantes (ordre phylogénique) :
- C. l. harterti (Mayr, 1932) — Rennell-et-Bellona
- C. l. layardi (Mathews, 1912) — Temotu, Vanuatu et Nouvelle-Calédonie
- C. l. plagosus (Latham, 1802) — Australie
- C. l. lucidus (Gmelin, 1788) — Nouvelle-Zélande